# Malabaila biradiata
Malabaila biradiata är en flockblommig växtart som beskrevs av Heinrich Carl Haussknecht och Carl Fredrik Nyman. Malabaila biradiata ingår i släktet Malabaila och familjen flockblommiga växter. Inga underarter finns listade i Catalogue of Life.